# زیرسامانه چندرسانه‌ای آی‌پی
زیرسامانهٔ چندرسانه‌ای آی‌پی (به انگلیسی: IP Multimedia Subsystem)(به اختصار IMS) استاندارد نوینی در ارتباطات است که توسط پروژهٔ شراکت نسل سوّم یا ۳جی‌جی‌پی (۳GPP) تعریف می‌شود. آی‌ام‌اس به صورت دیدی ترکیبی از دو فناوری، از موفق‌ترین فناوری‌های ارتباطات در شبکه‌های سلّولی و اینترنت است. در یکپارچه‌سازی سرویس‌های تعریف‌شده در آی‌ام‌اس، کاربران با ابزار سلولی خود قادرند به سرویس‌های داخل اینترنت به‌آسانی، به‌طور مؤثّر، قابل اعتماد و با قیمت منطقی دسترسی یابند. تمامی ارتباطات شبکه براساس پروتکل اینترنت یا آی‌پی (IP) است. پیشبرد آی‌ام‌اس، کاربر را به شبکهٔ نسل آتی یا ان‌جی‌ان (NGN) راهنمایی می‌کند. این مقاله به بررسی و توضیح ایده و مفهوم فناوری آی‌ام‌اس، ساختار و پروتکل آن، اتّصالات، مفهوم ان‌جی‌ان و مثالی از سرویس ارائه‌شده توسط سیستم‌های چندرسانه‌ای پیام گذاری یا ام‌ام‌اس (MMS) آورده می‌شود.

## دلایل برقراری ارتباط آی‌ام‌اس
سه دلیل عمده برای توجیه نیاز به برقراری ارتباط آی‌ام‌اس وجود دارد. اوّلین آن‌ها این است که آی‌ام‌اس می‌تواند تمامی انواع مستقل ارتباطات را از هر نوع رسانهای گرد هم جمع سازد؛ تا مردم بتوانند از هر وسیله‌ای برای اتّصال به وسیلهٔ دیگر استفاده کنند. دلیل دوّم کیفیت سرویس است. آی‌ام‌اس تعیین می‌کند که چه نوع سرویسی استفاده شده‌است و پهنای باند مناسب آن بسته به سرویس مورد نظر تأمین می‌گردد. دلیل سوّم مفهوم بارگیری یا شارژینگ (به انگلیسی: Charging) است. با آی‌ام‌اس، تأمین‌کننده می‌تواند روش بارگیری متفاوتی براساس سرویس بسازد.

## دورنما
در آینده، آی‌ام‌اس نه تنها به سوی یک‌پارچه‌سازی سرویس‌ها پیش خواهد رفت، بلکه هدف آن یک‌پارچه‌سازی تمام شبکه‌های ارتباطی و تبدیل آن‌ها به یک شبکهٔ جهانی است. مؤسسه استانداردسازی مخابراتی اروپا یا اِتسی (ETSI) یک گروه اصلی به منظور پیشبرد استانداردهای شبکه نسل آتی (ان‌جی‌ان) دارد. گروه مشترک تیسپان و اِتسی (ETSI-TISPAN) بدنه‌ای است که هدف آن پیشبرد یک شبکه ارتباطی جهانی مشتمل بر تعداد زیادی زیرسیستم بوده و دارای آی‌ام‌اس به عنوان شبکه مرکزی است. هر زیرسیستم می‌تواند با دیگری توسط آدرس آی‌پی آن ارتباط برقرار کند. شبکه نسل آتیِ ات‌سی-تیسپَن اطمینان می‌دهد که استفاده‌کنندگان هر وقت و هرجا می‌توانند به شبکه متصل شوند، علاوه بر آن، پویایی و تغییر مکان زندگی برای کاربران و وسیله‌هایشان را تأمین می‌کند و زیرسیستم‌های جدید مستقیماً می‌توانند به آن‌ها متصل شوند. به منظور ترسیم برخی از سرویس‌ها در آی‌ام‌اس و شبکه نسل آتیِ ات‌سی-تیسپَن می‌توان از ام‌ام‌اس به عنوان سرویس آینده ارتباطات استفاده کرد. برخلاف اس‌ام‌اس، با ام‌ام‌اس کاربر می‌تواند متن همراه با صوت، عکس و ویدئو را ارسال کند. ام‌ام‌اس بر روی شبکه‌های آی‌پی به مانند شبکه‌های سوئیچینگ مداری کار می‌کند. با مفهوم تیسپَن ان‌جی‌ان، در آینده ام‌ام‌اس می‌تواند از ترمینال پی‌اس‌تی‌ان (PSTN) یا شبکه تلفنی با راهگزینی عمومی بدون توجه به نوع وسیله مورد استفاده، برای رسیدن به مقصد خود استفاده کند. با این قابلیتِ انعطاف و کارایی، ام‌ام‌اس یک راهگشای جدید در ارتباطات است.

## زیرسامانه‌ها

### زیرسامانه‌های چند رسانه‌ای مبتنی بر (آی‌ام‌اس)
در مورد عناصر، پروتکل‌ها و ساختار آی‌ام‌اس، ۳جی‌پی‌پی ساختار استاندارد آی‌ام‌اس را عنوان کرد و نسخه شماره ۷ این زیرسامانه تا پایان سال ۲۰۰۵ مستقر شد. 
پنج پروتکل در اینجا وجود دارد:
1. پروتکل ترتیب‌دهی نشست[۹] یا اس‌آی‌پی (SIP)، در قسمت کنترل قرار گرفته‌است. این پروتکل از استقرار نشست چند رسانه‌ای استفاده می‌کند که شامل ایجاد و قرار دادن وظایف بر روی شبکه‌های آی‌پی است. اس‌آی‌پی براساس طراحی پروتکل ساده ارسال ایمیل[۱۰] یا اس‌ام‌تی‌پی (SMTP) و پروتکل انتقال ابرمتن[۱۱] یا اچ‌تی‌تی‌پی (HTTP) ساخته شده‌است. تقریباً تمامی نرم‌افزارها در آی‌ام‌اس براساس این دو پروتکل بنا شده‌اند. . اس‌آی‌پی قابلیت انعطاف به سرویس‌های مراکز در رسانه‌های مختلف و امکان گرد هم آوردن سرویس‌های گوناگون در ارتباطات چند رسانه‌ای چون پیامدهی بی‌درنگ، ارسال جریان ویدئویی، چت کردن صوتی و غیره را دارد.
2. میان‌بر در قسمت کنترل و مدیریت قرار گرفته‌است. این پروتکل جهت تصدیق صحت و صدور اجازه در تعدادی از واسط‌ها است.
3. پروتکل انتقال همزمان[۱۲] یا آرتی‌پی (RTP) و پروتکل مهار آرتی‌پی[۱۳] به نام (RTCP) در قسمت داده قرار گرفته و جهت انتقال هم‌زمان رسانه‌هایی مانند گفتگوی ویدئویی استفاده می‌شود.
4. سرویس‌های با سیاست باز مشترک[۱۴] یا سی‌اوپی‌اس (COPS) جهت انتقال سیاست‌های بین نقطه تصمیم گیری سیاست[۱۵] یا پی‌دی‌پی (PDP) و نقطه اعمال سیاست[۱۶] یا پی‌ای‌پی (PEP) استفاده می‌گردد.
5. H. ۴۲۸ توسط گروه‌های علامت‌دهی جهت کنترل گره‌ها در بخش رسانه استفاده می‌شود. به‌طور مثال جهت کنترل وظایف گذرگاه رسانه[۱۷] یا ام‌جی‌سی‌اف (MGCF) می‌توان آن را به کار برد.

#### عناصر آی‌ام‌اس
در این پروتکل‌ها، عناصر آی‌ام‌اس با یکدیگر ارتباط برقرار می‌کنند و سازوکاری را جهت ترتیب‌دهی نشست براساس اس‌آی‌پی برقرار می‌کنند.
بعضی از عناصر آی‌ام‌اس عبارتند از:
1. عمل کنترل مکالمه و نشست[۱۸] یا سی‌اس‌سی‌اف (CSCF): سی‌اس‌سی‌اف گروه اصلی در سیستم‌های آی‌ام‌اس است. زیرا تمامی فرایند علامت‌دهی در سی‌اس‌سی‌اف اتّفاق می‌افتد. سی‌اس‌سی‌اف از ۳ قسمت تشکیل گردیده‌است که هر بخش وظایف مخصوص به خود را داراست.

- ترمینال آی‌ام‌اس و شبکه آی‌ام‌اس: کار این بخش مانند سرور پروکسی اس‌آی‌پی در باند یا خارج باند است. در پی–سی‌اس‌سی‌اف[۱۹] (P-CSCF) تمامی درخواست‌های اس‌آی‌پی به سوی آدرس‌های موردنظر خودش هدایت می‌شوند. پی–سی‌اس‌سی‌اف ممکن است شامل عمل تصمیم‌گیری سیاست یا پی‌دی‌اف (PDF) باشد. پی‌دی‌اف یکی از عناصر آی‌ام‌اس است که وظیفه تعیین و مدیریت کیفیت سرویس را در تمامی سرویس‌های آی‌ام‌اس دارد؛ بنابراین پی–سی‌اس‌سی‌اف ممکن است به عنوان یک کنترل‌کننده کیفیت سرویس رفتار کند و در عین حال اطلاعات شارژینگ را استخراج کند به دلیل اینکه هر دو وظیفه درون پی‌دی‌اف قرار دارند. پی–سی‌اس‌سی‌اف می‌تواند در شبکه خودی یا شبکه مقابل قرار گرفته باشد.
- سی‌اس‌سی‌اف بازپرسی[۲۰] یا آی-سی‌اس‌سی‌اف (I-CSCF): آی-سی‌اس‌سی‌اف وظیفه یک سرور پروکسی اس‌آی‌پی مرتبط با بخش‌های مدیریتی را بر عهده دارد. با اس‌ال‌اف[۲۱] (SLF) مرتبط است و براساس اچ‌اس‌اس[۲۲] (HSS) در پروتکل میان‌بر به جهت بازیابی مکان کاربر، در جائی که کاربر قرار دارد، است؛ بنابراین اطلاعات مسیریابی می‌تواند جمع‌آوری گردد.

ICSCF شامل gateway مخفی‌سازی توپولوژی شبکه داخلی (THIG) است، که وظیفه آن کد کردن پیام‌های اس‌آی‌پی و اطلاعات راجع به دومین و نام‌های DNS است. I – سی‌اس‌سی‌اف در شبکه خودی قرار دارد، اما در بعضی موارد خاص می‌تواند در شبکه مقابل هم قرار بگیرد.
سی‌اس‌سی‌اف نشست یا (S – سی‌اس‌سی‌اف): S – سی‌اس‌سی‌اف یک وظیفهٔ اصلی به عنوان ثبت کاربر دارد. هرکدام از پیام‌های اس‌آی‌پی که به شبکه آی‌ام‌اس وارد و از آن خارج می‌شود، توسط S – سی‌اس‌سی‌اف بازرسی می‌گردد و S – سی‌اس‌سی‌اف عامل HSS را بسته به مشخصات کاربر چک می‌کند که از چه سرویس‌هایی می‌تواند استفاده کند. بعد از آن، ارتباط با سرور نرم‌افزار (AS) جهت برقراری سرویس براساس پیام‌های اس‌آی‌پی، برقرار می‌گردد. به این دلیل است که S – سی‌اس‌سی‌اف به HSS و AS متصل است. S – سی‌اس‌سی‌اف همیشه در شبکه خودی قرار دارد.
۲-سرور نرم‌افزار (AS): AS یکی از عناصر اس‌آی‌پی است که وظیفهٔ آن جایدهی و فعال کردن سرویس‌ها است. AS دارای سه نوع سرور است :
```
 v SIPAS: جهت جایگزینی و فعال کردن سرویس‌های چندرسانه‌ای آی‌پی
 v دستیابی به سرویس به صورت باز – سرور توانائی سرویس (OSA – SCS) OSA – SCS واسطی جهت سرور برنامه‌های OSAمی‌باشد.
 v وظیفه سوئیچ کردن سرویس چندرسانه‌ای (IM – SSF): توسط آی‌ام‌اس جهت استفاده مجدد تمام سرویس‌هایی که قبلاً به وجود آمده در شبکه GSM است.
```

۳-سرور مشترکین خانه‌ای (HSS): HSS بخش مرکزی اطلاعات مربوط به مشترک است. شامل مکان کاربر، اطلاعات کاربر، قسمت امنیت، و S – سی‌اس‌سی‌اف است که برای کاربر ایجاد گردیده‌است.
۴-وظیفه مکان مشترک (SLF): SLF جهت تطبیق نقشه کاربر به HSS بکار می‌رود.
۵-وظیفه منبع رسانه (MRF): MRF منبعی از رسانه را جهت شبکه خانه‌ای تأمین می‌کند و در همان زمان یک کد انتقالی بین کدکننده‌ها و دیکدکننده‌های مختلف دیگر نرم‌افزاری رد و بدل می‌کند.
۶-وظیفه کنترلGateway مربوط به تغییر مسیر (BGCF):
BGCF برای وظایف مسیردهی براساس شماره PSTN در یک ارتباط از مدار قدیمی CSPSTN به شبکه آی‌ام‌اس استفاده می‌گردد. این بخش یکGateway از نوع PSTN / CS در همان شبکه و نیز شبکه مناسبی بین دومین‌های CS انتخاب می‌کند.
۷-گیت وی PSTN / CS: شبکه آی‌ام‌اس دارای Gatewayهای متعددی به دومین CS جهت قادر ساختن آن به برقراری ارتباط یا دریافت مکالمه از شبکه تلفن شهری (PSTN) یا ISDN است. این گیت وی‌ها عبارتند از :
```
 v GW مربوط به سیگنالینگ، که واسطی در طرح سیگنالینگ از شبکه آی‌ام‌اس به دومین CS است.
 v GW کنترل وظایف (MGCF) نقطه مرکزی گیت وی PSTN / CS است.
 v گیت وی رسانه (MGW): واسط بخش رسانه از شبکه آی‌ام‌اس به شبکه PSTN / CS است و در مورد ترمینال آی‌ام‌اس کدکننده و دی کدکننده شبکه PSTN / CS را حمایت نمی‌کند. MGW این کار را انجام می‌دهد.
```

I. ۲ – برقراری نشست و ثبت کردن در آی‌ام‌اس
به منظور درک مفهوم برقرارسازی نشست در آی‌ام‌اس اول مفهوم شبکه خودی و شبکه میزبان توضیح داده می‌شود. برگرفته از شبکه GSM، شبکه آی‌ام‌اس از همان مفهوم برای شبکه خود استفاده می‌کند. شبکه خودی (Home) به معنای این است که کاربر در پوشش شبکه خود است؛ بنابراین از زیرساخت آن اپراتور بهره می‌برد. در حالت دیگر، گاهی یک کاربر بایستی به کشور یا منطقه دیگری مسافرت کند که در آنجا زیرساخت اپراتور خودش وجود ندارد. در این مورد کاربر بایستی از زیرساخت اپراتور دیگر استفاده کند. این مورد، به نام سناریوی رومینگ شناخته می‌شود و کاربر در شبکه میزبان (Visited) قرار دارد.
تمام عناصر آی‌ام‌اس به جز P – سی‌اس‌سی‌اف در شبکه خودی قرار دارند. ب
شکل ۴ چگونگی جریان دیتا در شبکه آی‌ام‌اس را بیان می‌کند. در اولین مرحله (نقطه ۱) سیگنال به عنوان اولین اتصال در شبکه آی‌ام‌اس به سویP – سی‌اس‌سی‌اف جریان پیدا می‌کند.
پیام اس‌آی‌پی به سمت I – سی‌اس‌سی‌اف می‌گذرد به صورتی‌که مکان کاربر (نقطه ۲) توسط SLF و HSS مشخص گردد، همچنین در این مرحله نوع سرویس درخواستی کاربر تشخیص داده می‌شود. سپس I – سی‌اس‌سی‌اف یک S – سی‌اس‌سی‌اف مناسب وابسته به اطلاعات دریافتی قبل (نقطه ۳) را انتخاب می‌کند. S – سی‌اس‌سی‌اف مشخصات کاربر را از HSS دریافت و ثبت می‌کند و تصمیم می‌گیرد که یک کاربر از سرویس درخواستی خود می‌تواند استفاده کند یا خیر (نقطه ۴). در نقطه ۵، S – سی‌اس‌سی‌اف از دریافت‌کننده دعوت می‌کند که به نشست ملحق گردد. نقطه ۶ عبور جریان دیتا هم‌زمان با برقراری ارتباط را به ما نشان می‌دهد. دیتا به چند پکت تقسیم می‌گردد. دیتا با استفاده از TCP یا UDP منتقل می‌گردد. TCPبرای انتقال دیتا به صورت بسیار مطمئن استفاده می‌گردد بخاطر اینکه TCP به هر پکت
دیتا یک Index می‌دهد قابلیت اطمینان آن بیشتر است. TCP کاربر را از رسیدن دیتا به مقصد صحیح مطمئن می‌سازد.
دیاگرام سیگنالینگ از ثبت نشست بالا می‌تواند به شکل زیر استخراج گردد:
I. ۳ – رومینگ در آی‌ام‌اس
وقتی که یک کاربر آی‌ام‌اس در رومینگ قرار دارد، می‌تواند یک مکالمه را با ارسال پیام Invite از طریق اس‌آی‌پی برقرار کند که این مکالمه از ترمینال آی‌ام‌اس به سمت P – سی‌اس‌سی‌اف شبکه میزبان انجام می‌پذیرد. توسط P – سی‌اس‌سی‌اف پیام دعوت اس‌آی‌پی به سوی I – سی‌اس‌سی‌اف شبکه خودی هدایت می‌گردد و دوباره به کلاس مربوطه S – سی‌اس‌سی‌اف در شبکه خودی تماس گیرنده هدایت می‌گردد. S – سی‌اس‌سی‌اف ترمینال مقصد را با آدرس آی‌پی وابسته که درHSS پیدا کرده جابجا می‌کند و ترمینال سمت مقصد مکالمه را دریافت می‌کند.
نمودار سیگنالینگ کامل برای این مورد در شکل پائین نشان داده شده‌است:
I. ۴ – شناسائی کاربر آی‌ام‌اس
آی‌ام‌اس
بایستی قادر به شناسایی مشترکین خود از دیگر مشترکین باشد، درست همانند PSTN که هر مشترک توسط یک شماره تلفن منحصربه‌فرد شناسایی می‌گردد. آی‌ام‌اس دو روش جهت شناسایی کاربر دارد. اول هویت خصوصی کاربر، یک ID منحصربه‌فرد به هر مشترک آی‌ام‌اس می‌دهد. همچنین ممکن است که یک مشترک دو هویت خصوصی کاربر داشته باشد. مانند یک شخص که دارای دو سیم کارت موبایل است. هویت خصوصی کاربر تشکیل شده‌است از مشخصه دستیابی شبکه (NAI) به شکل Username @ Operator. COM و هویت خصوصی کاربر در یک سیم کارت درست شبیه به موبایل در سیستم GSM ذخیره شده‌است. راه دوم مشخص کردن کاربر استفاده از هویت عمومی کاربر است. هر هویت خصوصی کاربر می‌تواند چند هویت عمومی کاربر داشته باشد به‌طوری‌که یک کاربر می‌تواند از (هویت عمومی کاربر)های متفاوتی برای سرویس‌های متفاوت استفاده کند. در ۳GPP نسخه ۶، همچنین می‌توان ۲ یا چند هویت خصوصی کاربر برای دربرگرفتن یک هویت عمومی کاربر را در نظر گرفت. جهت اتصال به ترمینال دیگر آی‌ام‌اس هویت خصوصی کاربر از مشخص‌کننده منبع متحدالشکل اس‌آی‌پی یعنی URIبهره می‌برد. فرم SIPURI به شکل زیر مشخص می‌گردد:
Sip + (Country code) – (region code) – (operator code) – (unique sequence no) @ operation. COM
در مورد متصل شدن به ترمینال PSTN یا دریافت مکالمه از ترمینال PSTN، ترمینال آی‌ام‌اس از شکل TELURI جهت برقراری یک ارتباط استفاده می‌کند.
TELURI به شکل زیر مشخص می‌شود:
Tel: + (country code) – (region code) – (operator code) – (unique sequence no)
ارتباط بین شناسه خصوصی کاربر و شناسه عمومی کاربر در پائین شکل شماره ۶ آمده‌است:
II. شبکه نسل آتی NGN
II. ۱ – رابطه TISPAN با NGN
TISPAN (سرویس‌های همگرای مخابراتی و اینترنتی و پروتکل‌هایی برای شبکه‌سازی پیشرفته) یک گروه کاری در انستیتوی استانداردهای مخابراتی اروپا (ETSI) است که روی توسعه استانداردهای مفاهیم آینده شبکه‌های مخابراتی به نام شبکه‌های نسل آتی (NGN) کار می‌کند.
برخی موارد NGN که درTISPAN بحث می‌شوند. عبارتند از: سرویس‌ها ساختار، پروتکل، امنیت شبکه، کیفیت سرویس، قابلیت تحرک در شبکه‌های ثابت و یکپارچه‌سازی با فناوری شبکه‌های موجود TISPAN به‌طور تنگاتنگی با ۳GPP وابسته است، که بدنه استانداردسازی آی‌ام‌اس است، که وابسته به موارد استفاده آن در هسته شبکه‌است. تا این زمان، در نسخه ۱ TISPAN NGN، ساختار و برخی قسمت‌های عناصر شبکه‌ها مشخص گشته و جنبه‌های دیگر در کمیته بحث می‌گردند.
ETSI – TISPAN پیش‌فرض را برای ساختار NGN به عنوان یک شبکه ارتباطی که تمامی موارد سرویس‌های چند رسانه‌ای را پوشش می‌دهد مشخص کرده‌اند، در تمامی شبکه‌های ثابت یا موبایل، کار بر روی شبکه آی‌پی جهت حمل محتویات اطلاعات، توسط یک مکانیزم کنترل وظایف که وابسته به وظیفه انتقال است کنترل می‌شود.
تمام شبکه، شامل PSTN، اینترنت بر DSL، WLAN، UMTS و شبکه‌های GSM بخشی از شمای NGN هستند؛ بنابراین مشخصه‌های گوناگونی دارند، از قبیل :
```
 v چند – پروتکل: تحت پوشش بسیاری پروتکل ارتباط حمایت می‌شود، بخصوص پروتکل باز اینترنت مانند HTTP، SMTP، WAP و غیره.
 v چند - سرویس: توسط انواع زیادی از سرویس‌ها است شامل Streaming، پیام بی‌درنگ، اینترنت تلفنی، Push – to – talk و غیره.
 v چند – دسترسی: از هر نوع شبکه قابل دسترسی است از قبیل: ثابت و موبایل، شامل آی‌ام‌اس به عنوان هسته شبکه، GSM، ISDN / PSTN، WLAN و غیره.
 v شبکه‌های آی‌پی قابل اعتماد، قابل اطمینان و امن.
```

ساختار NGN از دید نسخه ۱ ETSITISPAN در شکل ۸ نشان داده شده‌است:
ETSI – TISPAN NGN زیرسیستم‌های جدید دیگر را قادر می‌سازد تا به شبکه ملحق شوند. با اتصال پروتکل باز، الحاقیه زیر سیستم‌های جدید جهت رسیدن به اهداف جدید در آینده انجام می‌گردند. همان‌طور که در شکل ۸ دیده می‌شود آی‌ام‌اسC بخشی از زیرسیستم‌ها در TISPAN – NGN و نسخه ۶ آی‌ام‌اس که توسط ETSI – TISPAN به عنوان هسته شبکه جهت اتصال آن به زیرسیستم‌های دیگر است با چند ویژگی اضافی از نسخه ۷ آی‌ام‌اس و خود ETSITISPAN این مهم قابل تحقق است. تمامی اتصال‌ها با استفاده از آی‌پی انجام می‌شود و توسط عناصر اصلی در NGN کنترل می‌شوند. زیرسیستم‌های الحاق شبکه (NASS) و زیرسیستم‌های کنترل منابع و پذیرش (RACS)
II. 2 – NASS و RASS
NASS برای قرار گرفتن آی‌پی ترتیب داده شده‌است. به عنوان سرور DHCP همانند LAN عمل می‌کند. هر عنصر در هر زیرسیستمی ابتدا بهNASS دسترسی پیدا می‌کند که آدرس آی‌پی در نظر گرفته شده را درخواست کند؛ بنابراین سرویس TISPAN – NGN را می‌توان در این مورد بکار برد.
وظیفه دوم NASS جهت رمزگذاری و تأییدیه دادن است. رمزگذاری با توجه به مشخصات کاربر در HSS آی‌ام‌اس انجام می‌پذیرد. برای هر درخواست سرویس از یک ترمینال زیرسیستم در NGN، NASS ابتدا در پایگاه داده‌های کاربر جهت رمز دادن به ترمینال این مطلب که آیا می‌تواند از سرویس خواسته شده‌استفاده کند، را بررسی می‌کند. دادن تأییدیه در لایه آی‌پی انجام می‌پذیرد، کار آن مشخص کردن آدرس برای اتصال سرویس خواسته شده‌است. NASS محل حضور سرویس را پیدا می‌کند و بنابراین NGN می‌تواند مشخص کند که از اتصال داخلی استفاده کند یا اینکه بایستی از طریق رومینگ به آدرس آی‌پی تعیین شده ترمینال برسد. در نسخه ۱، ETSITISPAN ساختارNASS در شکل ۹ مشخص گردیده‌است اما چگونگی کارکرد مبسوط آن هنوز توضیح داده نشده‌است.
RACS عنصری است که مسئول کنترل اجازه نشست است. در طول فرایند اجازه دادن، RACS منبع مشخص شده موردنیاز نرم‌افزار را پیدا می‌کند و سیاست کنترل کیفیت سرویس را مشخص می‌سازد. RACS همچنین برای کنترل gateway عمل می‌کند. هر ارتباط به سوی شبکه‌هایی که آدرس شبکه و تعداد درگاه‌های مورد استفاده مختص به خود را دارند، می‌آید. RACS آدرس‌های شبکه و درگاه را ترجمه می‌کند؛ بنابراین اتصال برقرار می‌گردد، برای مثال ترمینال PSTN و آی‌ام‌اس شماره درگاه مختص خود را در NGN دارند. در اپراتور دیگر ممکن است که هر کدام آدرس شبکه متفاوت داشته باشند. جهت دسترسی به ترمینال آی‌ام‌اس از یک ترمینال PSTN نیاز به دسترسی به شماره درگاه آی‌ام‌اس و دسترسی به آدرس شبکه‌های متناظر مقصد دارند. این طرزکار توسط RACS انجام می‌شود. متأسفانه عناصر RACS هنوز توسط ETSI – TISPAN نسخه ۱ شناسایی نگردیده‌است. مفاهیم بیشتری دربارهٔ ETSI – TISPAN خواهد آمد. استانداردهای قابل دسترس در حال بحث و بررسی زیادی در مورد کاربرد دسترسی سرویس باز (OSA) است. اما تمامی این مفاهیم بدون اجرای آی‌ام‌اس ممکن نمی‌باشد و دلیل آن این است که همان‌طور که قبلاً توضیح داده شد، آی‌ام‌اس قلب ETSI – TISPAN NGN است.
برای بحث بعدی، سرویس ETSI – TISPAN در شبکه ثابت ام‌ام‌اس ارائه می‌گردد.
III – سیستم پیام دهی چند رسانه‌ای (ام‌ام‌اس)
III. ۱ – ام‌ام‌اس در GSM و آی‌ام‌اس
اساساً ام‌ام‌اس مفهوم پیشرفته سرویس پیام کوتاه (اس‌ام‌اس) است، که یک ارتباط پیامی غیر هم‌زمان در شبکه موبایل است. ام‌ام‌اس کاربر را قادر می‌سازد که نه تنها یک پیام نوشتاری را ارسال کند بلکه بتواند عناصر چند رسانه‌ای چون صوت، عکس، ویدئو و غیره را در این پیام تعبیه سازد. ام‌ام‌اس مفهوم آتی ارتباطات خواهد شد، چونکه دربرگیرنده تمامی انواع شبکه‌های ارتباطی مانند: شبکه‌های سلولی ۲Gو ۳G، کلاینت، e – mail و همچنین اینترنت بر روی شبکه آی‌پی است. ام‌ام‌اس همان‌طور که اس‌ام‌اس عمل می‌کند رفتار می‌کند، یک سرور ذخیره‌ای در شبکه دارد، بنابراین هرگاه کار بر مقصد
گوشی خود را خاموش کند، پیام خودبخود در منبع ذخیره شبکه ذخیره گردیده.
شکل ۱۰ – شبکه ام‌ام‌اس و عناصر آن
و به محض فعال شدن گوشی به سمت وی حمل می‌گردد. بعلاوه، ام‌ام‌اس اتصال آی‌پی به اینترنت را تأمین می‌کند؛ بنابراین می‌تواند به کلاینت e – mail دسترسی پیدا کند. اساس شبکه ام‌ام‌اس در شکل ۱۰ نشان داده شده‌است.
ساختار نوعی ام‌ام‌اس براساس WAP در سیستم‌های GSM و دیاگرام سیگنالینگ متناظر آن در شکل ۱۱ نشان داده شده‌است.
شکل ۱۱ – شبکه ام‌ام‌اس – GSM و دیاگرام سیگنالینگ آن در سیستم GSM
جهت ارسال ام‌ام‌اس یک کامپیوتر کاربر بایستی به GW مربوط به WAP متصل گردد. سرویس توسط پروتکل نشست WAP بنام WSP ارائه می‌گردد. GW مربوط به WAP پیام ام‌ام‌اس را به رله یا سرور ام‌ام‌اس که بر یک شبکه آی‌پی یا اینترنت که از HTTP استفاده می‌کند، حمل می‌نماید.
ام‌ام‌اس در سیستم‌های آی‌ام‌اس دیگر به GW مربوط به WAP نیازی ندارد. تمامی اتصالات بین کامپیوتر کاربر ام‌ام‌اس و GW براساس آی‌پی و نیز بین GWبراساس آی‌پی، و رله یا سرور ام‌ام‌اس با استفاده از پروتکل اینترنت چون HTTP و SMTP یا POP۳ کار می‌کند. به جای WSP، انتقال دیتا از کامپیوتر کاربر ام‌ام‌اس و GW مربوط به آی‌پی توسط TCP بی‌سیم انجام می‌پذیرد. GW براساس آی‌پی پروتکل TCP بی‌سیم را به TCP ترجمه می‌کند. شکل ۱۲ شبکه اصلی ام‌ام‌اس و
ا
دیاگرام متناظر سیگنالینگ آن را نشان می‌دهد.
شکل ۱۲ – ساختار شبکه آی‌ام‌اس – ام‌ام‌اس و دیاگرام سیگنالینگ آن
III. 2 – ETSI – TISPAN شبکه ثابت ام‌ام‌اس (F – ام‌ام‌اس)
سرویس ام‌ام‌اس در ETSI – TISPAN برای این مقاله توسط شبکه ثابت ام‌ام‌اس ارائه می‌گردد (F – ام‌ام‌اس). FMMS راهکاری جهت ارسال یک MMSاز ترمینال PSTN یا ISDN به ترمینال دیگر است.
کار داخلی با شبکه‌های دیگر اصولی مشابه آنچه در آی‌ام‌اس – ام‌ام‌اس بالا می‌بیند را دارد. تفاوت میان GSM – ام‌ام‌اس یا آی‌ام‌اس – ام‌ام‌اس در سطحGW قرار دارد (واسطMM۱). شکل ۱۳ ساختار شبکه‌ای F – ام‌ام‌اس و دیاگرام سیگنالینگ متناظر آن را نشان
می‌دهد.
دو راه ارتباط در واسط MM۱ مربوط به F – ام‌ام‌اس وجود دارد. یک راه از F – ام‌ام‌اس و دیگری از مرکز سرویس شبکه ثابت (اس‌ام‌اس) استفاده می‌کنند. F – اس‌ام‌اس کاربر را در موقع رسیدن ام‌ام‌اس جدید در دوره اس‌ام‌اس آگاه می‌کند، بنابراین کاربر می‌تواند این اس‌ام‌اس را به‌طور خودکار بازیابی کند. بعد از این که توسط شخص دریافت گردید، سیگنال درخواست جهت اطلاع رله یا سرور F – ام‌ام‌اس برای اعلام آمادگی دریافت MMSجدید توسط ترمینال دریافت‌کننده، ارسال می‌شود.
در انتهای ارتباط، گزارش می‌شود که ام‌ام‌اس فرستاده شده، به صورت اس‌ام‌اس نیز به سمت فرستنده ارسال می‌گردد. فرستنده یک اس‌ام‌اس تأیید که توسط F – اس‌ام‌اس فرستاده شده‌است دریافت می‌دارد؛ بنابراین اغلب مسیر اس‌ام‌اس در F – ام‌ام‌اس جهت ارسال گزارش یا تأیید به صورت SMSاستفاده می‌گردد. GW مربوط به F – ام‌ام‌اس پروتکل بر مبنای HTTP را بکار می‌گیرد، بنابراین نیازی به GW مربوط به WAP در F – MMSنمی‌باشد.
```
 GSM – ام‌ام‌اس آی‌ام‌اس – ام‌ام‌اس F – ام‌ام‌اس
```

پروتکل HTTP , WAP HTTP , SMTP , POP3 HTTP , SMTP , PAP، اس‌ام‌اس
Gate way WAP gateway آی‌پی based gateway Gateway F – ام‌ام‌اس
براساسHTTP وTCP / آی‌پی
رله یا سرورMMS فقط با یک رله یا سرور ام‌ام‌اس درگیر است، حتی در ارتباط با اپراتورهای مختلف در کل با رله یا سرور ام‌ام‌اس درگیر است در کار داخلی با شبکه‌های دیگر ۲ رله یا سرورMMS درگیر است.
سیگنالینگ از SS۷ استفاده نمی‌شود. از سیگنالینگ SIPاستفاده نمی‌شود در واسط MM۱ ازSIP استفاده می‌شود. (بین کامپیوتر کاربر و رله یا سرور ام‌ام‌اس) جهت ارسال تأئیدیهSMS ازSS۷استفاده می‌شود
سرویس فقط ام‌ام‌اس یکپارچه شدنMMS و پیام بی‌درنگ تا بحال فقط MMSرا شناخته شده، اما در آینده موارد دیگری خواهد بود
آگاه‌سازی با استفاده از روش فشاری درWAP فرستاده می‌شود با استفاده از سیگنالینگ SIPفرستاده می‌شود توسط SMSفرستاده می‌شود
ثبت جهت ثبت فقط بهMMS نیاز دارد جداگانه ثبت اس‌آی‌پی وMMS انجام می‌گیرد توسط شناسه کاربر و کلید عبور قبل از ارسالMMS
رمزگذاری اتصال مستقیم بدون رمزگذاری توسط S – CSCFکنترل می‌شود توسط گذر واژه و شناسه کاربر
جدول ۱ – مقایسه GSM – ام‌ام‌اس، آی‌ام‌اس – ام‌ام‌اس، F – ام‌ام‌اس
جدول شماره ۱ مقایسه بین GSM، آی‌ام‌اس و ETSI – TISPAN را در مورد سرویس ام‌ام‌اس نشان می‌دهد. در ام‌ام‌اس به سیگنالینگ شماره ۷ نیازی نیست زیرا SS۷ فقط برای اس‌ام‌اس استفاده می‌گردد. اما F – ام‌ام‌اس استثناست چون F – ام‌ام‌اس جهت تأییدیه رسیدن پیام از SMSاستفاده می‌کند، بنابراین SS۷ هنوز در F – ام‌ام‌اس استفاده می‌گردد. تا زمانی‌که در سیستم GSM از سیگنالینگ اس‌آی‌پی استفاده نگردد، آی‌ام‌اس در واسط MM۱ از آن بهره می‌گیرد؛ بنابراین تمامی ارتباطات MM۱ در ام‌ام‌اس از سیگنالینگ اس‌آی‌پی استفاده می‌کنند.
آی‌ام‌اس – ام‌ام‌اس دو رله یا سرور ام‌ام‌اس درگیر با سیگنالینگ نیاز دارد. این مطلب به مورد عمومی برقراری نشست در آی‌ام‌اس که در شکل ۳ نشان داده شده، بازمی‌گردد. ویژگی دیگر آی‌ام‌اس عدم وابستگی آن به تجهیزات و شبکه است، می‌تواند به انواع مختلف رسانه‌ها و ترتیب شبکه‌ها دسترسی پیدا کند. جهت برخورد مناسب با قابلیت انعطاف آی‌ام‌اس به دو عدد رله یا سرور ام‌ام‌اس نیاز است. برخلاف آی‌ام‌اس، در سیستم GSM هر اپراتور GW را باز نموده‌است؛ بنابراین هر پیام به سمت GW اپراتور می‌تواند مستقیماً به ترمینال مقصد حمل شود. به این خاطر است که در سیستم‌های GSM فقط یک رله یا سرور ام‌ام‌اس نیاز است. F – ام‌ام‌اس، به بیان دیگر ساختار مشترک آی‌ام‌اس را در رابطه با ارتباط با سیستم دیگر پذیرفته‌است مانند شبکه عمومی موبایل زمینی (PLMN).
در مورد ثبت و رمزگذاری، آی‌ام‌اس مجبور است یا اس‌آی‌پی یا ام‌ام‌اس را ثبت کند. ثبت اس‌آی‌پی جهت دانستن اینکه ترمینال مقصد ام‌ام‌اس را پشتیبانی می‌کند یا نه، نیاز است، جهت ارسال IM بر روی ام‌ام‌اس نیز به آن نیاز داریم. این سازوکار در سیستم‌های GSM تا زمانی‌که از سیگنالینگ SIPاستفاده نکنند یافت نمی‌شود. سیستم‌های GSM فقط باید حمل شدن یک ام‌ام‌اس را به سمت دریافت‌کننده، بدون توجه باینکه دریافت‌کننده فعال هست یا نه، ثبت کنند. در F – ام‌ام‌اس، مشترکین بایستی شناسه کاربر و گذر واژه خود را تعیین کنند. این عمل در ارتباط به صورت پروتکل نقطه به نقطه و HTTP برطبق استاندارد ETSI انجام می‌پذیرد.
V – نتیجه‌گیری
اهداف آی‌ام‌اس یکپارچه‌سازی دو تا از موفق‌ترین فناوری‌ها در مخابرات یعنی موبایل و اینترنت است. این یک مفهوم ترکیبی از آن دو سرویس است، بنابراین مردم آینده، نه تنها از طریق موبایل به مکالمه می‌پردازند، بلکه از آن، جهت پیام بی‌درنگ (IM)، کنفرانس ویدئویی و ویژگی Push to talk استفاده می‌کنند. مفهوم آی‌ام‌اس جایگزین شبکه متداول تلفنی (PSTN) می‌شود و از اینترنت تلفنی به عنوان یک فناوری جدید بهره می‌برد. همچنین از دومین سوئیچ پکتی استفاده می‌کند، در برقراری نشست خود از هیچ عامل اتصال گرا استفاده نمی‌کند.
با آی‌ام‌اس، در ارتباط دیگر سدی وجود ندارد. مردم هر کجا، مستقل از ساختار شبکه (PSTN، اینترنت، GSM، WLAN و غیره) می‌توانند به یکدیگر متصل گردند، همچنین مستقل از لوازم زیرساخت و با ایجاد سرویس‌های زیاد ارتباط انسان‌ها با یکدیگر غنی می‌گردد.
پیام اس‌آی‌پی در پروتکل اصلی در ورای مفهوم آی‌ام‌اس است. اس‌آی‌پی کاربر را قادر می‌سازد که توسط صدا، نوشته یا ویدئو تماس بگیرد. با SIPیکپارچه‌سازی با خیلی از پروتکل‌های آی‌پی و بسیاری از سرویس‌های دیگر در رسانه دیگر، آسان می‌گردد.
TISPAN گروه کاری در ETSI است که به استانداردسازی شبکه نسل آتی (NGN) می‌پردازد. اهداف NGN چون شبکه جهانی متشکل از بسیاری زیرسیستم‌ها، شامل PSTN و آی‌ام‌اس و بسیاری دیگر از زیرسیستم‌ها است. تمام ارتباط‌ها براساس فناوری‌های آی‌پی صورت می‌پذیرد. در NGN بسیاری از زیرسیستم‌ها می‌توانند به یکدیگر متصل گردند که این مطلب به علت بازبودن پروتکل، بازبودن GW و چند سرویس بودن بوده و در آینده مشخص می‌گردد. به هرحال، ETSI – TISPAN هنوز این مفهوم را تحت مطالعه دارد و تا به حال فقط نسخه ۱ NGN تحریر یافته‌است.
ام‌ام‌اس به علت توانائی‌های آن جهت ارسال پیام چند رسانه‌ای، سرویس آینده ارتباطی خواهد بود. این سرویس جذاب تر، انعطاف‌پذیرتر و ارزان‌تر در مقایسه با هر سرویس غیرهمزمان دیگر است. در آی‌ام‌اس، ام‌ام‌اس می‌تواند به ترمینال‌های دیگر آی‌ام‌اس حمل و با سرویس‌های پیام بی‌درنگ یکپارچه گردد. در NGN، فرستادن ام‌ام‌اس از PSTN توسط ام‌ام‌اس ثابت (F – ام‌ام‌اس) یک ویژگی خواهد بود. /۱–۳۱/۸

## اختصارها
کلمات اختصار به ترتیب ظاهر شدن در متن:
IMS: IP Multimedia Subsystem

۳GPP: Third Generation Partnership Project

IP: Internet Protocol

NGN: Next Generation Network

MMS: Multimedia Messaging Systems

WWW: World Wide Web

IM: Instant Messaging

SMS:Short Message Service

GSM: Gllobal System Mobile

LAN:local Area Network

WLAN: Wireless LAN

QoS:Quality of Service

ETSI:Europian Telecommunication Standardisation Institute

TISPAN: Telecoms & Internet converged Services & Protocols for Advanced Networks

PSTN:Public Switching Telephony Network

SIP: Session Initiation Protocol

SMTP:Simple Mail Transfer Protocol

HTTP: Hypertext Transfer Protocol

RTP:Real-Time Transport Protocol

RTCP:RTP Control Protocol

COPS:Common Open Policy Services

PDP: Policy Decision Point

PEP:Policy Enforcement Point

MGCF:Media Gateway Control Function

CSCF:Call/Session Control Function

P-CSCF:Proxy-CSCF

I-CSCF:Intrrogation-CSCF

S-CSCF:Session-CSCF

AS:Application Server

OSA-SCS:Open Service Access-Service Capability Server

IM-SSF:IP Multimedia Service Switching Function

HSS: Home Subscriber Server

SLF: Subscriber Location Function

MRF: Media Resource Function

BGCF: Breakout Gateway Control Function

MGCF:Media Gateway Control Function

MGW:Media Gateway

TCP:Transmission Control Protocol

UDP: User Datagram Protocol

NAI:Network Access Identifier

URI: Uniform Resource Identifier

DSL:Digital Subscriber Line

UMTS: Universal Mobile Telecommunications System

WAP: Wireless Application Protocol

NASS: Network Attachment Sub-System

RACS: Resource and Admission Control Sub-System

SS7: Signalling System Number ۷

PLMN:Public Land Mobile Network